# Floßbach (Mohrbach)
Der Floßbach ist ein gut 7 km langer rechter Nebenfluss des Mohrbachs in Rheinland-Pfalz. Er ist ein feinmaterialreicher, silikatischer Mittelgebirgsbach in der Westpfalz.

## Geographie

### Verlauf
Der Bach entspringt im Westen des Stadtgebiets von Kaiserslautern auf einer Höhe von etwa 246 m ü. NHN rund 1 km südlich der Autobahn 6 zwischen den Anschlussstellen 15 (Kaiserslautern West) und 14 (Einsiedlerhof). Von hier aus fließt der Bach vorrangig in westliche Richtungen durch das Landstuhler Bruch im Landkreis Kaiserslautern, wobei er die A 6 unterquert, und mündet auf dem Gelände der Ramstein Air Base auf 232 m Höhe rechtsseitig in den Mohrbach.
Der Floßbach verliert auf seinem 7,2 km langen Lauf 14 m an Höhe, was einem mittleren Sohlgefälle von 1,9 ‰ entspricht. 

### Einzugsgebiet und Zuflüsse
Das Einzugsgebiet hat eine Größe von 24,922 km². Im Floßbach sammeln sich zahlreiche Be- und Entwässerungsgräben, deren Länge bei maximal 500 m liegt. In Kaiserslautern-Einsiedlerhof ist der Floßbach zu einem kleinen See von gut 1 ha Fläche aufgestaut.

## Umwelt
Der Floßbach zählt zu den feinmaterialreichen, silikatischen Mittelgebirgsbächen. Die Gewässerstruktur ist bis zur Ramstein Air Base stark bis vollständig verändert.